# Évora (navio)
O navio Évora é uma embarcação histórica, que assegurou os serviços fluviais da Companhia dos Caminhos de Ferro Portugueses entre o Barreiro e Lisboa, em Portugal, entre 1931 e 1975. Foi remodelada no Século XXI, passando a ter funções turísticas.

## História

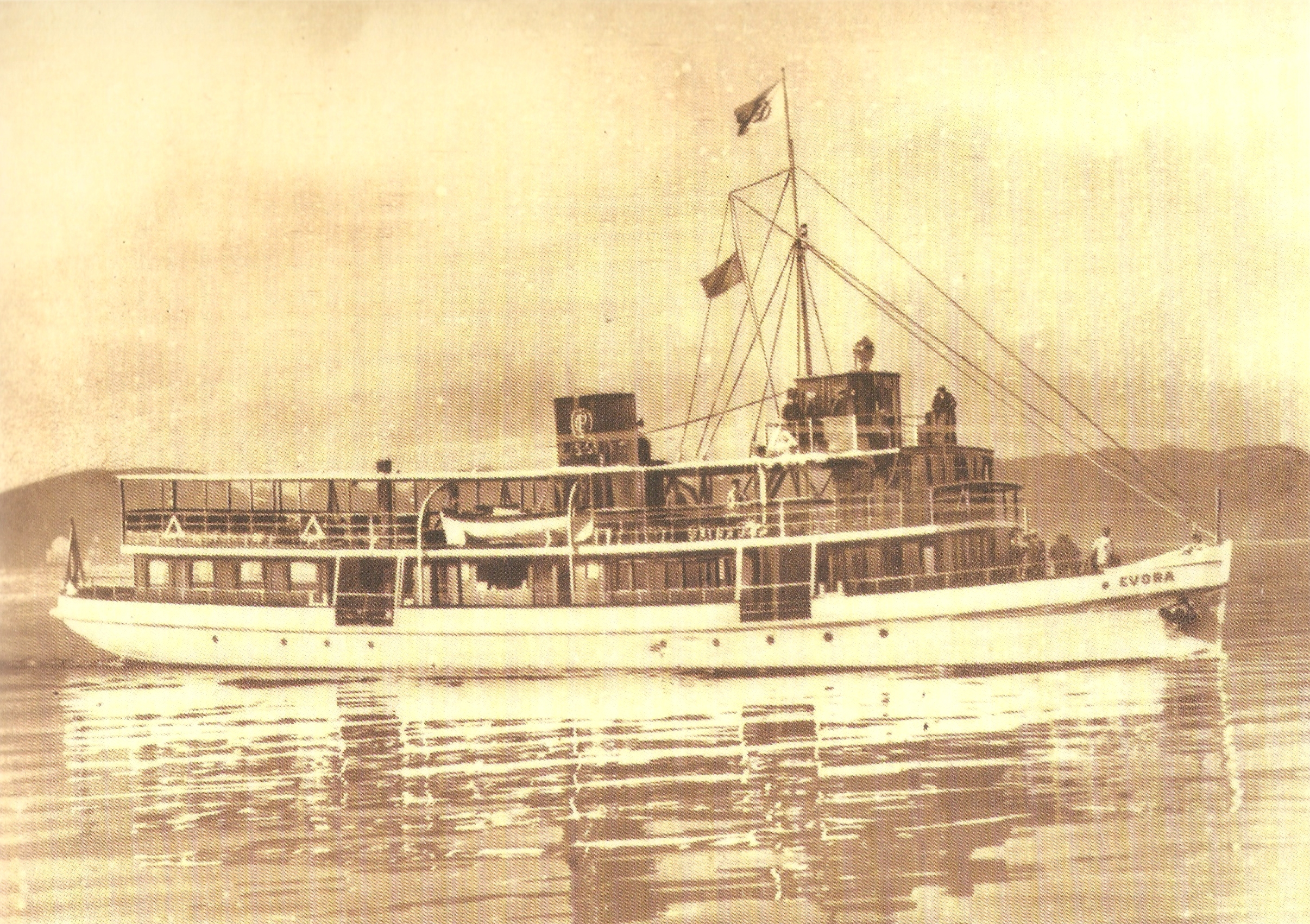
Navio Évora, após a sua entrada ao serviço

Em 1931, o Conselho de Administração da Companhia dos Caminhos de Ferro Portugueses aprovou um contracto com a casa alemã Fried Krupf A. G. Germaniawert, para o fornecimento de um navio a gasóleo, que deveria ser utilizado nos serviços fluviais entre Lisboa e o Barreiro. Foi parcialmente construído com placas removidas de tanques da Primeira Guerra Mundial.
Foi construído e entregue no mesmo ano, tendo sido a primeira embarcação fluvial em Portugal a utilizar um motor a gasóleo, providenciando uma viagem mais rápida e confortável do que as antigas embarcações a vapor. Terá sido igualmente o primeirao navio no mundo a utilizar hélices em aço inoxidável. Foi considerado o melhor barco deste género na sua época, devido à sua rapidez e conforto para os passageiros. Foi abatido ao serviço nos finais de 1975. Durante vários anos foi utilizado como adega, tendo albergado várias pipas para a conservação de milhares de litros de vinho moscatel roxo.
Foi remodelado e redecorado em 2004, para fazer viagens de turismo, ao serviço da empresa Turisbuilding. Em 2017 foi comprado pela empresa Seaventy, tendo sido alvo de novas obras de remodelação.

## Descrição
Após a remodelação de 2004, passou a ter 36,53 m de comprimento, 8,04 m de boca, um pontal de 2,88 m, e um calado médio de 1,80 m. A arqueação bruta era de 282 t, podendo transportar 240 passageiros. Depois das obras de 2017, passou a dispor de três decks: um porão, que serviu de adega, um deck interior, que alberga um bar e um espaço polivalente que pode servir de restaurante, sala de exposições ou espaço para reuniões; e um deck exterior, que é formado por um bar e uma esplanada de múltiplas funções.